# Jacques Cronjé
Pour les articles homonymes, voir Cronje.

a Compétitions nationales et continentales officielles uniquement.

b Matchs officiels uniquement.
Dernière mise à jour le 12 juillet 2018.
Jacques Cronjé, né le 4 août 1982 à Klerksdorp (Afrique du Sud), est un joueur sud-africain de rugby à XV qui joue avec l'équipe d'Afrique du Sud depuis 2004 et dans le Super 14 avec les Bulls, puis avec les Lions, avant de rejoindre le Top 14 avec Biarritz olympique en 2007 et signer ensuite au Racing Métro 92. Il évolue généralement comme troisième ligne centre (1,94 m pour 121 kg) mais peut être positionné à l'aile et peut jouer en deuxième ligne.
Il est le frère de Geo Cronjé, deuxième ligne Springboks et joueur de l'équipe des Lions.

## Carrière

### En club
Cronjé débute sous le maillot des Blue Bulls en Currie Cup en 2002. Cette année-là, il remporte le Championnat du monde des moins de 21 ans à Johannesbourg.
Il évolue ensuite dans le Super 12 pour les Bulls jusqu'en 2006.
En 2007, il est transféré aux Johannesburg Lions (Super 14) et aux Golden Lions (Currie Cup).
58 matchs de Super 12/14 : 2007 : 10 matchs; 2006 : 14 matchs; 2005 : 12 matchs; 2004 : 11 matchs; 2003 : 11 matchs.
En août 2007, il signe un contrat de deux ans en faveur du Biarritz olympique qu'il devrait rejoindre à l'issue de la Currie Cup.
En mars 2009, il est sélectionné avec le XV du président, sélection de joueurs étrangers évoluant en France coachée par Vern Cotter, pour jouer un match amical contre les Barbarians français au Stade Ernest-Wallon à Toulouse. Le XV du président l'emporte 33 à 26.
Il a choisi de signer au Racing Métro 92 à partir de la saison 2009-2010, et pour une durée de deux ans. Il joue avec le Racing jusqu'en 2015.

### En équipe nationale
Il a effectué son premier test match avec les Springboks le 12 juin 2004 à l’occasion d’un match contre l'équipe d'Irlande. Il n'a pas été retenu pour participer à la Coupe du monde 2007.

### Entraîneur
Il est nommé entraîneur des avants du Biarritz olympique en juin 2018 après avoir été adjoint spécialiste de la technique individuelle la saison précédente.
| Saison      | Club               | Division | Poste  | Classement | Coupe d'Europe | Challenge européen |
| ----------- | ------------------ | -------- | ------ | ---------- | -------------- | ------------------ |
| 2018 - 2019 | Biarritz olympique | Pro D2   | Avants | 7e         | -              | -                  |

## Palmarès

### En club
- Currie Cup : 
  - Vainqueur : 2003, 2004, 2006

### En équipe nationale
- 32 sélections avec les Springboks, 4 essais.
  - Sélections par saison : 10 en 2004, 10 en 2005, 9 en 2006, 3 en 2007.
- Champion du monde des moins de 21 ans : 2002